# Médaille pour la défense du Caucase

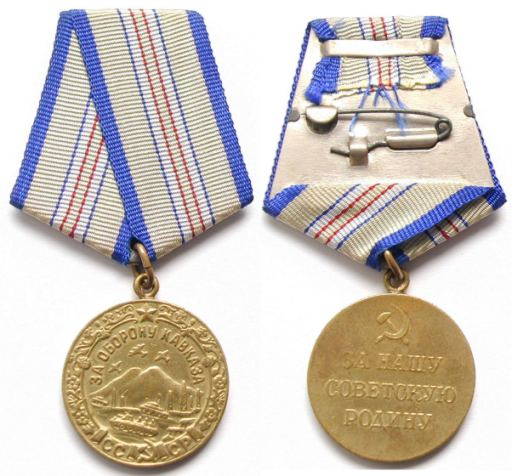
Avers et revers de la médaille pour la défense du Caucase

La médaille pour la défense du Caucase (en russe : Медаль « За оборону Кавкааза ») est une médaille commémorative des campagnes de l'Union soviétique durant la Seconde Guerre mondiale. Elle a été créée le 1er mai 1944 par décret du Præsidium du Soviet suprême de l’URSS. Son statut a été modifié à plusieurs reprises par des résolutions du Præsidium du Soviet suprême de l’URSS : le 16 mai 1944, le 2 juin 1944, le 5 juin 1944, le 10 mars 1945, le 15 mars 1945, et enfin par le décret n° 2523-X du Præsidium du Soviet suprême de l’URSS du 18 juillet 1980.